# ТНП-1 «Акцент»
ТНП-1 «Акцент» (рус. Тепловизионный Наблюдательный Прибор; Индекс ГРАУ 1ПН62) — советский и российский наблюдательный прибор, предназначенный для разведки замаскированных целей на поле боя, ведения наблюдения в любое время суток и при наличии атмосферных помех различной природы: дождя, тумана, пылевой взвеси, дыма и т.п. Возможно также применение прибора в районах стихийных бедствий и техногенных катастроф, при ведении поисково-спасательных работ, выявлении очагов пожаров и т.п.

## Тактико-технические характеристики
Полная масса прибора — 19 кг.
Дальность обнаружения/распознавания цели «танк» — 1500—2500 метров.
Угол поля зрения — 1,0×2,5°.
Диапазон рабочих температур — от -40 до +50°C.